# Антелава, Николай Варденович
Николай Варденович Антелава (12 ноября 1893 года, Зугдиди, Российская империя — 26 апреля 1970 года, Тбилиси, ГрССР, СССР) — советский хирург, академик АМН СССР (1963), заслуженный деятель науки Грузинской ССР (1957), лауреат Ленинской премии (1961).
Один из первых учеников Г. М. Мухадзе — основоположника научной хирургии в Грузии.

## Биография
Родился 12 ноября 1893 года в Зугдиди.
В 1920 году — окончил медицинский факультет Ростовского университета.
С 1925 по 1935 годы — заведовал Сухумской городской больницей.
В 1935 году — защитил докторскую диссертацию, тема: «Новые пути оперативного лечения туберкулеза верхней доли легкого».
С 1939 года заведовал кафедрой госпитальной хирургии Дагестанского медицинского института, а с 1941 года и до конца жизни — кафедрой хирургии Тбилисского института усовершенствования врачей (сейчас это — Тбилисский государственный медицинский университет).
В период Великой Отечественной войны работал в эвакогоспиталях Тбилиси.
С 1949 по 1957 годы — главный хирург Министерства здравоохранения Грузинской ССР.
Неоднократно избирался депутатом местных Советов трудящихся.
Умер 26 апреля 1970 года в Тбилиси.

## Научная деятельность
Пионер торакальной хирургии в Грузии, по его инициативе организованы хирургические отделения в ряде туберкулезных санаториев. В Тбилиси он создал центр грудной хирургии — научно-исследовательскую лабораторию по грудной хирургии. В клинике, руководимой Н. В. Антелава, впервые в Грузии были осуществлены операции под гипотермией, на «сухом» сердце, при врожденных и приобретенных пороках сердца.
В 30-е годы разработал ряд новых методов торакопластики.
Автор более 200 научных работ по разным вопросам общей и грудной хирургии, из них 13 монографий.
Под его руководством защищено около 30 диссертаций, из них 7 докторских.

### Научно-организационная деятельность
- член правления Всесоюзного общества хирургов;
- почётный член Всесоюзного и Тбилисского обществ фтизиатров;
- заместитель председателя Грузинского общества хирургов;
- почётный член Пьемонтского общества хирургов (Италия), Чехословацкого общества имени Я. Пуркинье.
- редактор статей отдела «Хирургия» 2-го издания Большой медицинской энциклопедии и Малой медицинской энциклопедии.

### Сочинения
- Новые пути оперативного лечения туберкулёза верхнего отдела лёгких, Сухуми, 1933;
- Оперативная коллапсотерапия туберкулёза лёгких, Тбилиси, 1939;
- Хирургия легких и плевры, Тбилиси, 1948;
- Хирургия органов грудной полости, М., 1952;
- Хирургические формы бруцеллёза, М., 1954;
- Хирургическое лечение заболеваний органов грудной полости, Тбилиси, 1958;
- К истории развития хирургии в России и СССР, Тбилиси, 1967 (совм. с др.).

## Награды
- Ленинская премия (в составе группы, за 1961 год) — за разработку и внедрение в широкую медицинскую практику оригинальных методов хирургического лечения заболеваний лёгких
- Орден Ленина
- Орден Красной Звезды
- Премия имени С. П. Федорова (1938) — за монографию «Хирургия легких и плевры»
- Заслуженный деятель науки Грузинской ССР (1957)